# 御木本
御木本企業股份有限公司，簡稱御木本企業股份、御木本企業，以及御木本（日语：株式会社ミキモト），在1893年，由已故御木本幸吉「真珠王」在世界發現真珠養殖成功。於1899年，於東京銀座成立首家本店。

## 歷史
而總部位於東京都中央区築地，首席執行官吉田 均。該業務在全球和日本經營除了生產和銷售首飾店（包括阿古屋貝）外，還經營製藥、擁有御木本真珠島旅遊活動場地，以及服製產品。

## 外部連結
- MIKIMOTO （页面存档备份，存于）（繁體中文）（繁體中文）（简体中文）（英文）（日語）
- MIKIMOTO的Facebook專頁
- MIKIMOTO御木本的新浪微博
- MIKIMOTO的Instagram帳戶
- YouTube上的MIKIMOTO頻道